# Richard Roudier
El Richard Roudier (Besiers, 1947) és un polític que es presenta a les eleccions de 2010 pel Consell Regional de Llenguadoc-Rosselló representant la Ligue du Midi, afiliada al Bloc Identitari. Parla francès i occità, llengua que utilitza en alguns dels seus discursos. Va ser director del Centre de Formació professional de la Cambra de Comerç de Béziers. Advocat de formació, actualment és pagès a Cévennes, està implicat al sindicalisme agrícola i presideix la Coordinació Rural de Llenguadoc-Rosselló. El 1973 havia estat un dels fundadors de Pòble d'Òc.